# Polygonum plebejum
Polygonum plebejum är en slideväxtart som beskrevs av Robert Brown. Polygonum plebejum ingår i släktet trampörter, och familjen slideväxter. Inga underarter finns listade i Catalogue of Life.